# Machnaté
Machnaté, liptovsky Machnatô, resp. dolina Machnaté či dolina Machnatô, je horská dolina a kaňon ve východní části Demänovské doliny v Ďumbierských Tatrách, které jsou geomorfologický podcelkem pohoří Nízké Tatry na Slovensku. Nachází se na území vesnice Demänovská Dolina v okrese Liptovský Mikuláš v Žilinském kraji na území národní přírodní rezervace Demänovská dolina v Národním parku Nízké Tatry.

## Další informace
Dolina je veřejně přístupná a přístup je z odbočky ze silnice č. 584. Vyskytuje se zde velké množství vápencových skalních útvarů a jeskyní. Oblast je také využívána k horolezectví a existují tu značené horolezecké cesty. Nad dolinou je horské sedlo Machnaté, kde je rozcestník turistických tras.
Název Machnaté lze do češtiny přeložit jako Mechové.

## Galerie

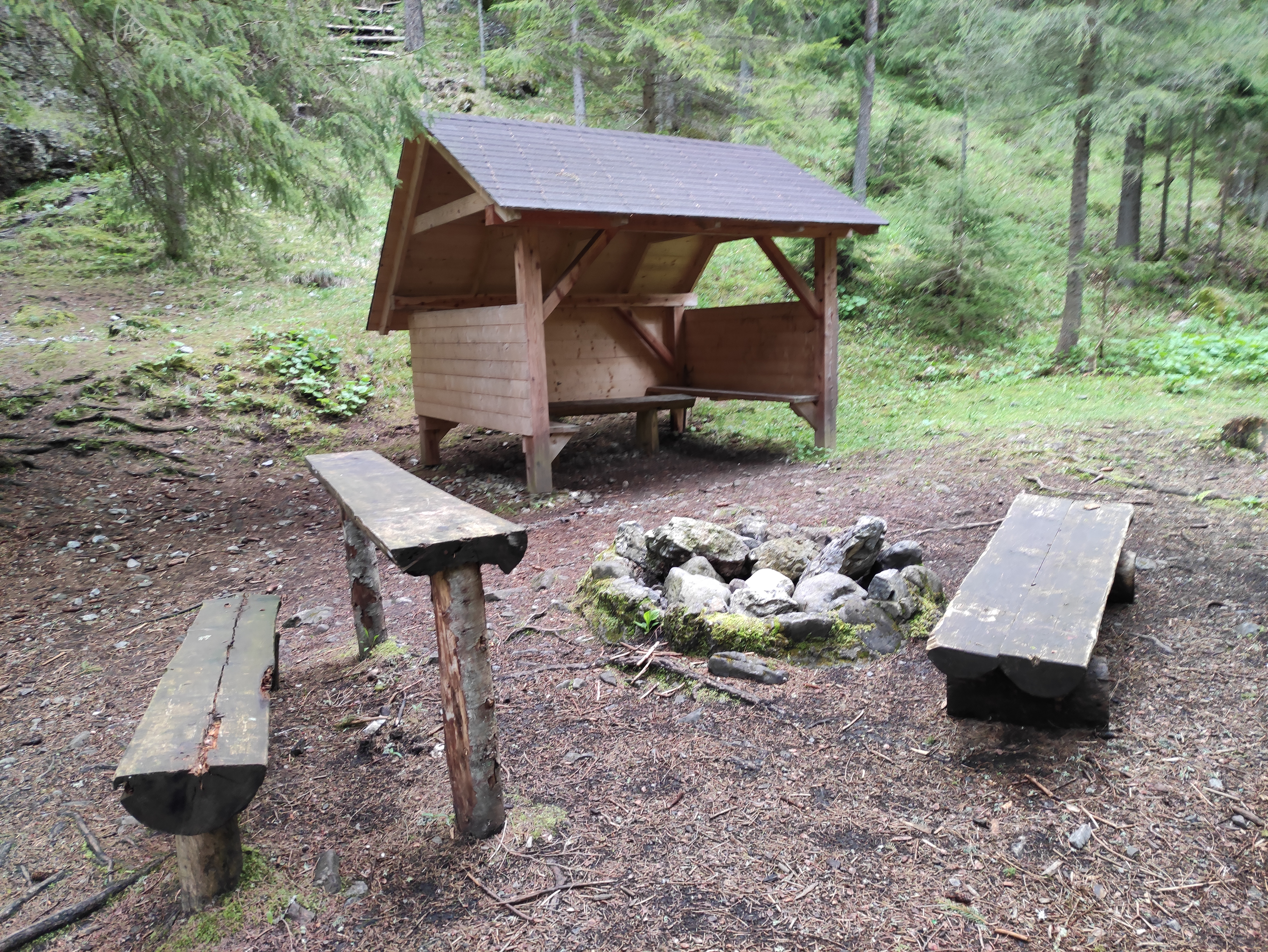
Přístřešek pod skalami
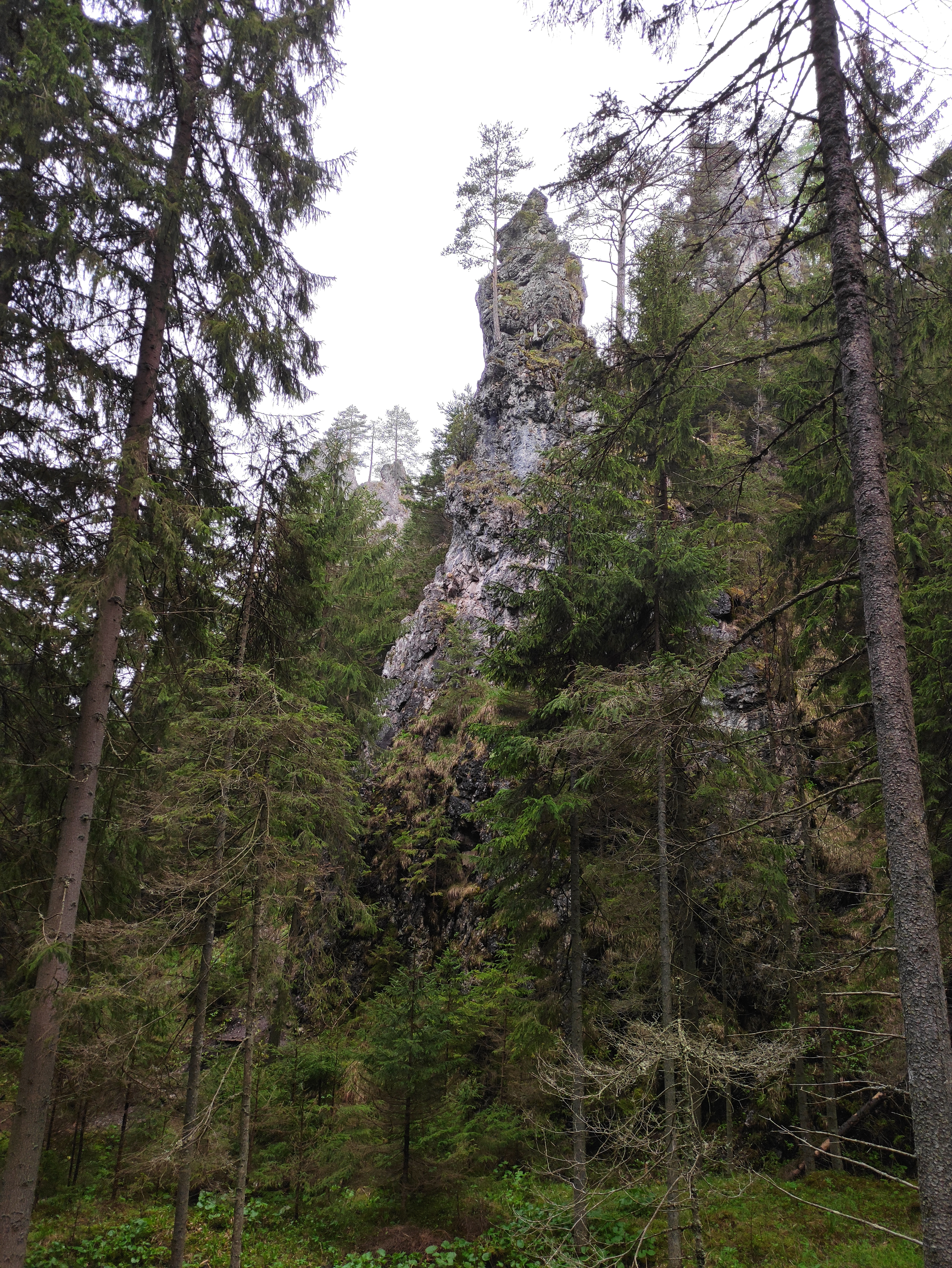
Skální věž
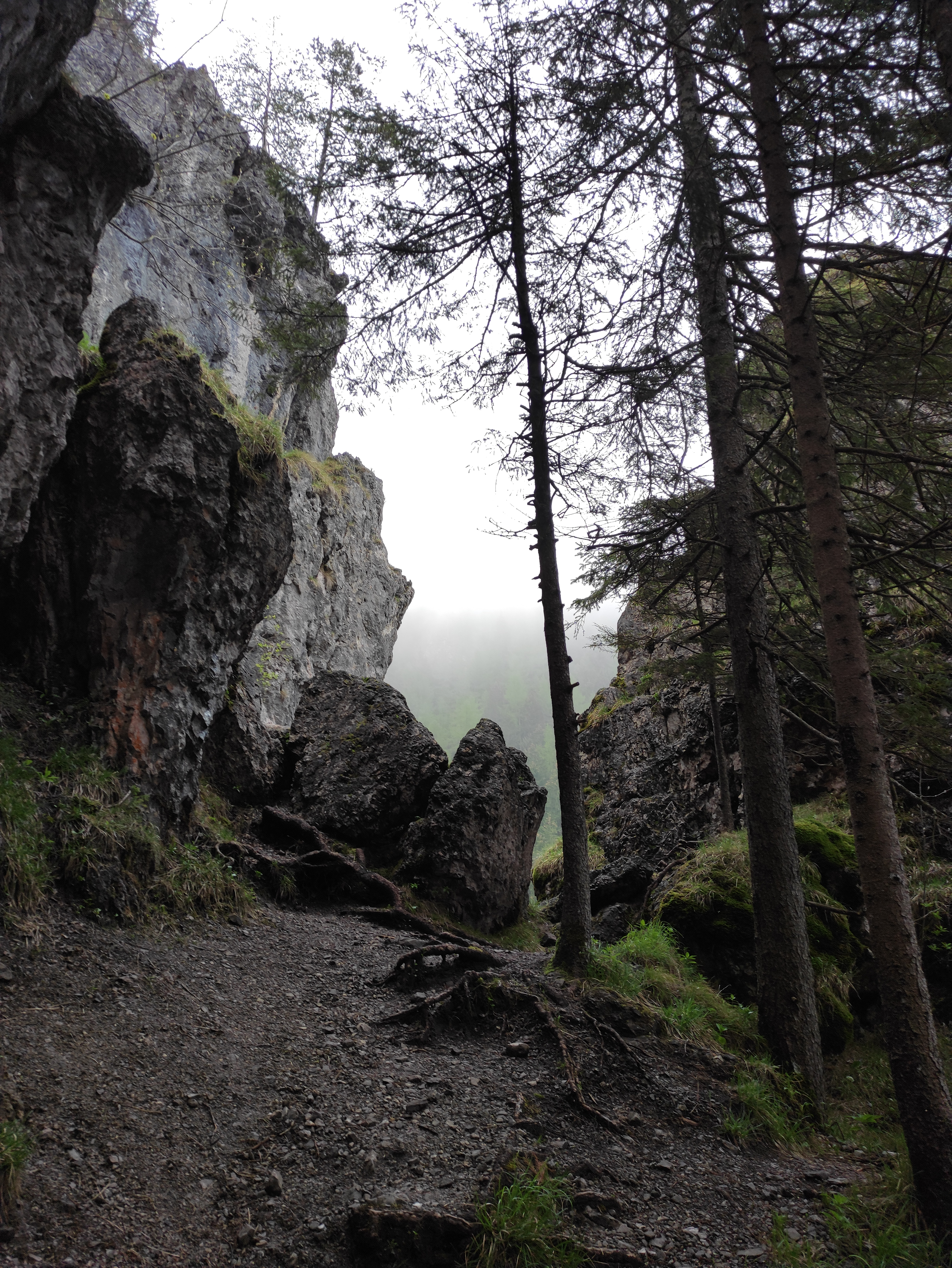
Skály
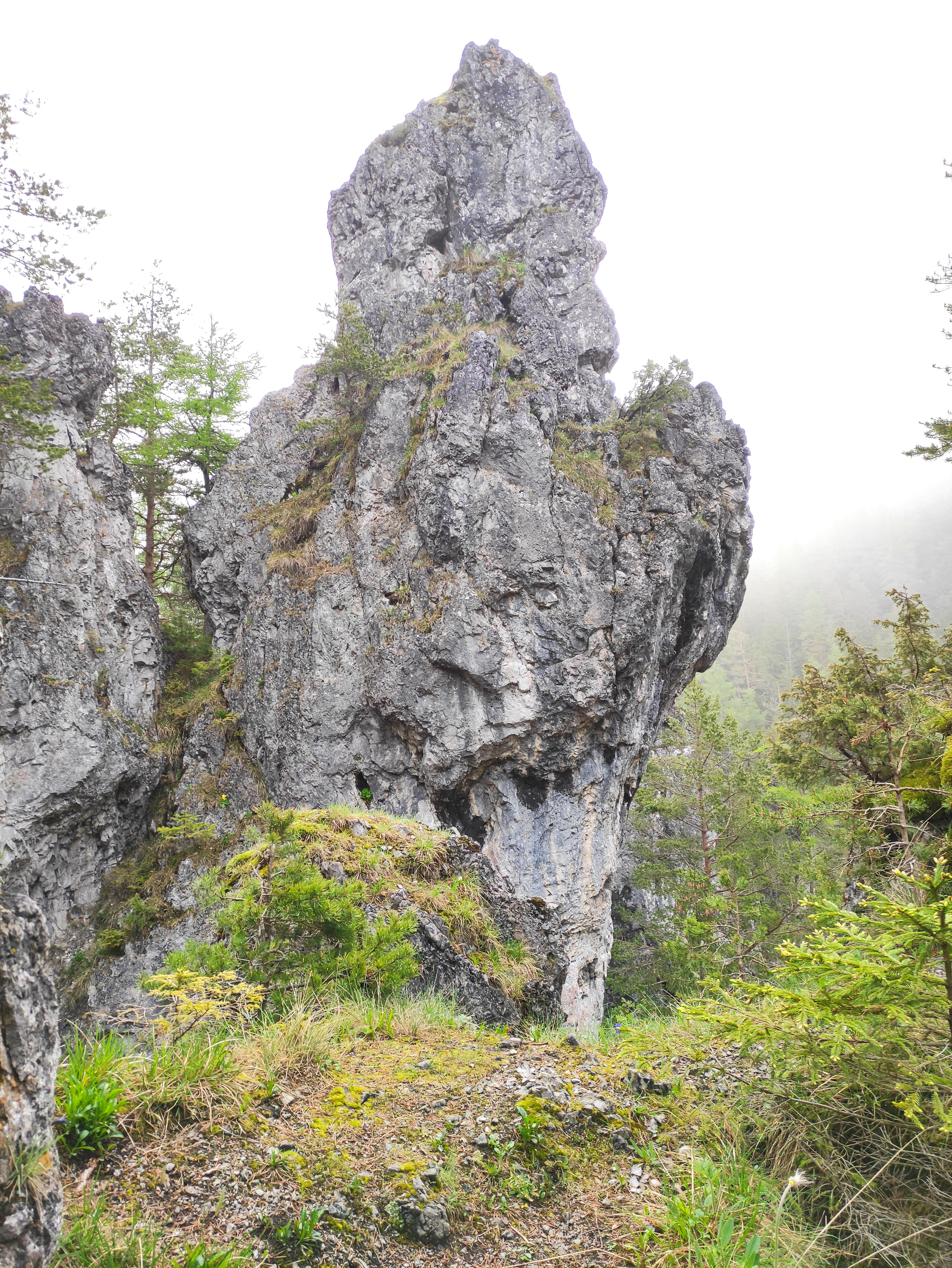
Skalní věž
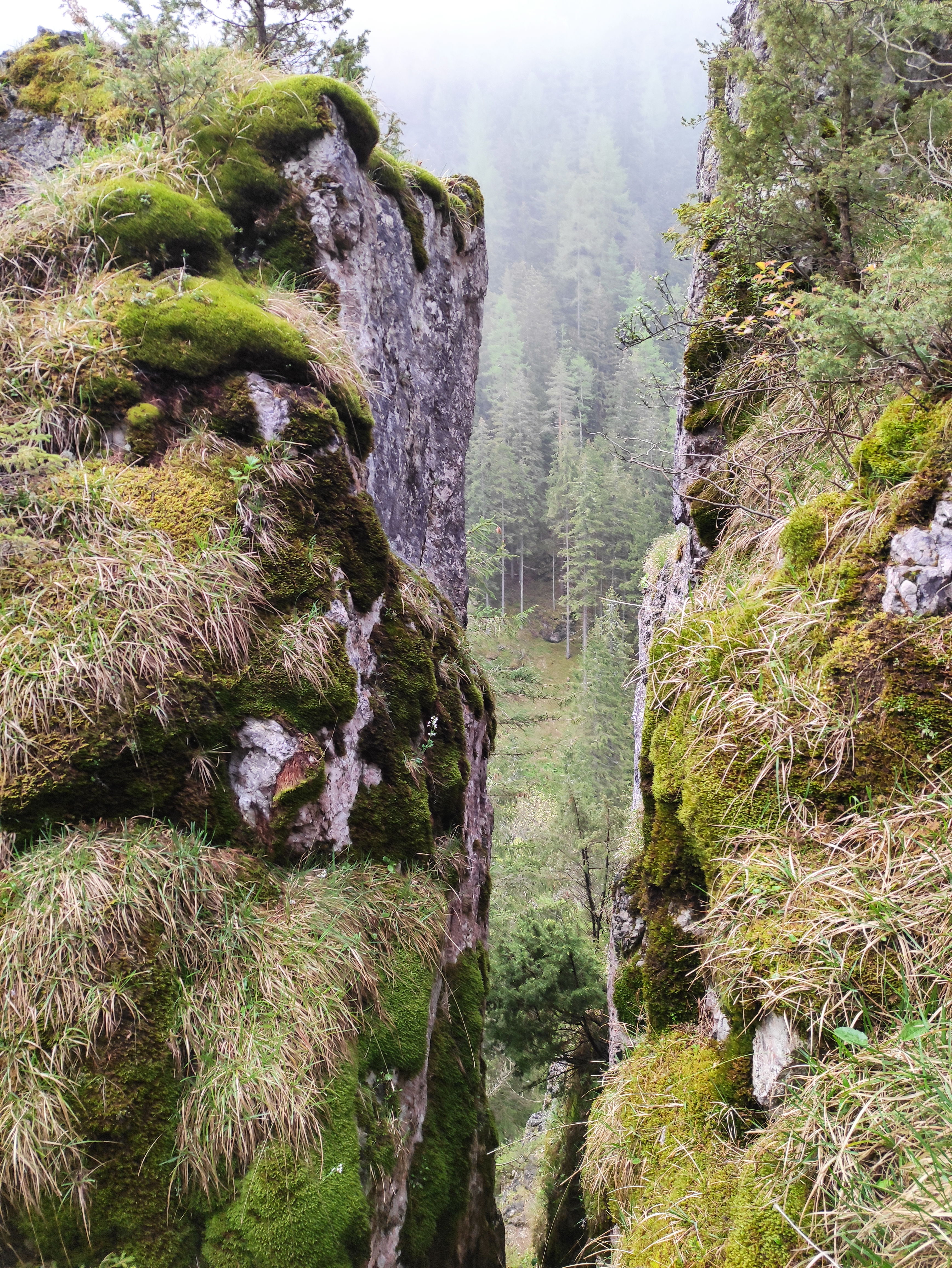
Výhled ze skal
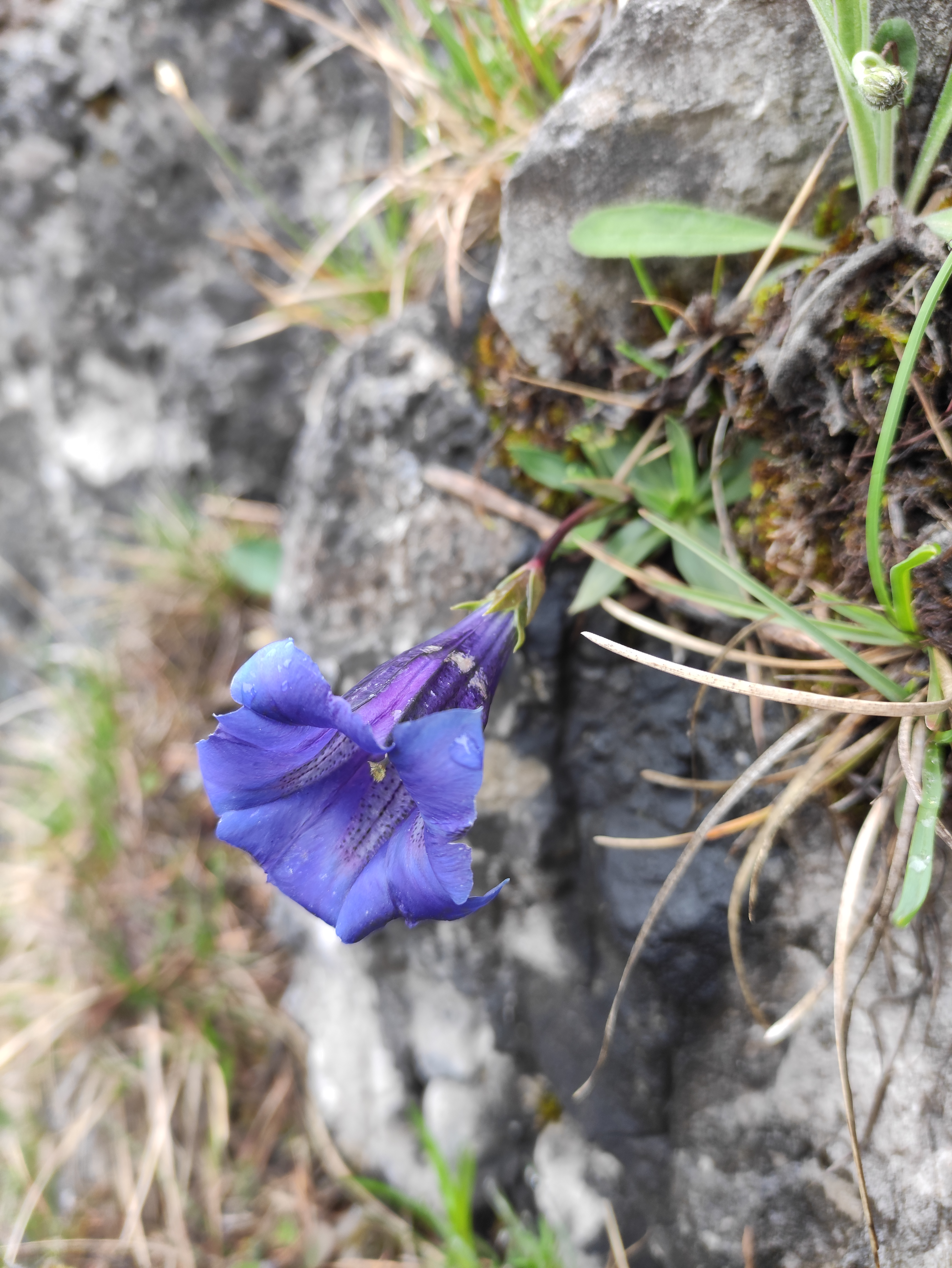
Hořec Clusiův ve skále
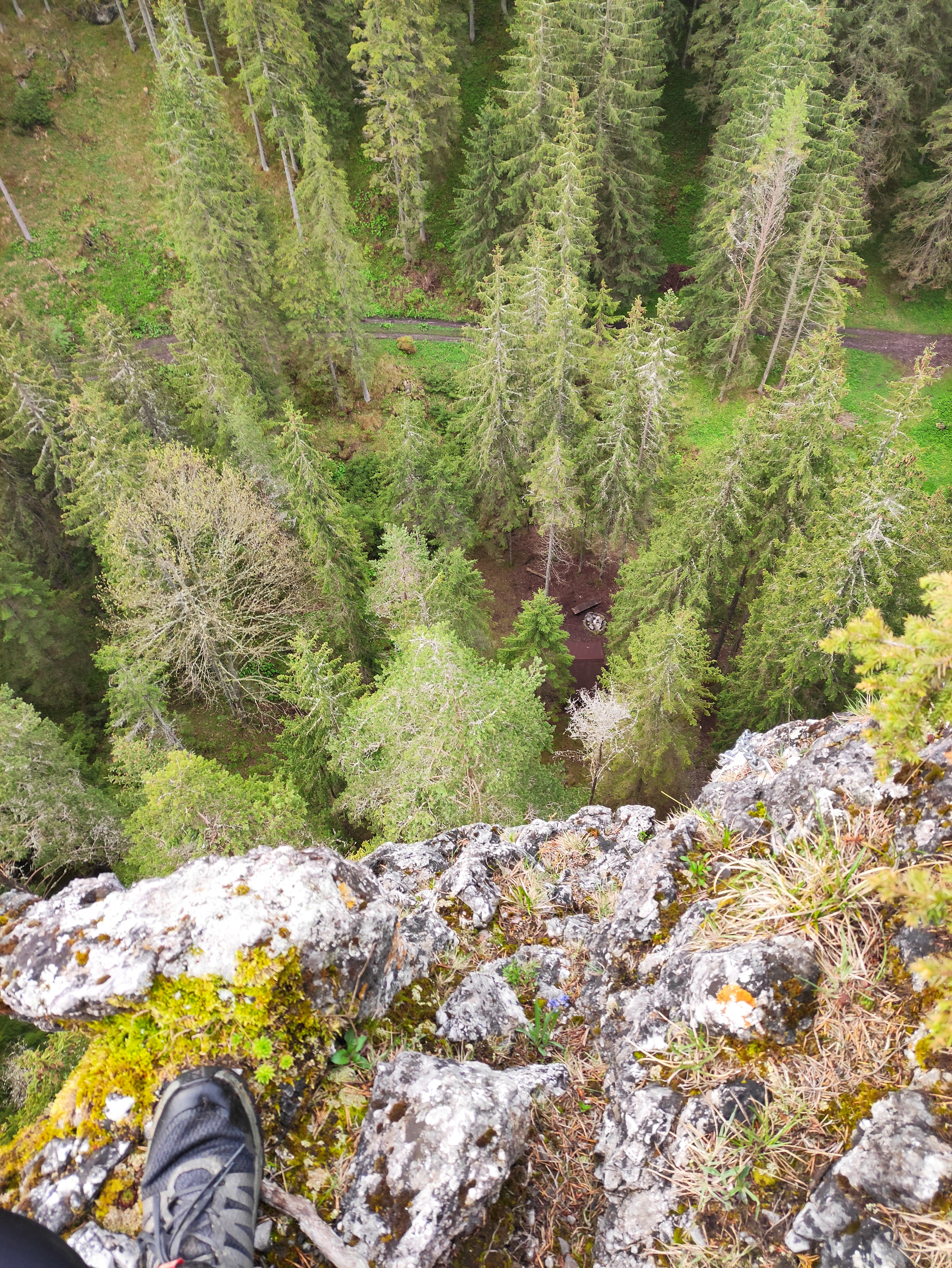
Výhled ze skal
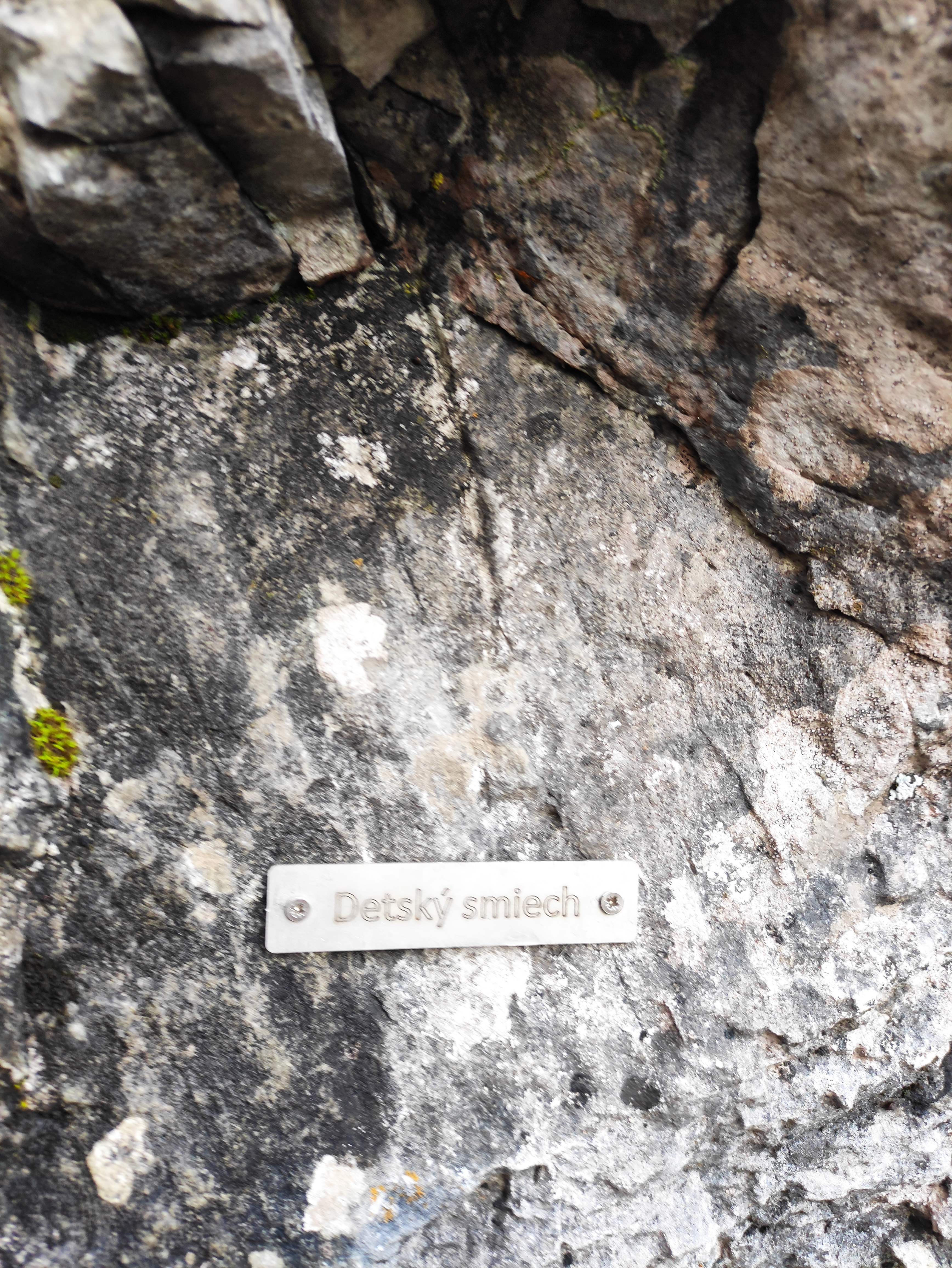
Horolezecká cesta